# Viragem em sépia
O termo viragem se refere a um processo químico sofrido pelo material fotográfico, que depois de devidamente revelado, fixado e lavado, pode ser submetido a um novo processamento químico, que normalmente gerará uma cópia mais resistente ao tempo. A tonalidade sépia, em geral, é obtido pela presença de enxofre na composição dos químicos reagentes. Porém este efeito pode ser conseguido de maneira mais simples, como passando o papel fotográfico em café ou até chá preto, sem que isto aumente sua vida útil.

## Fotografia em sépia
A fotografia em sépia é mais conhecida hoje em dia no mundo como “foto envelhecida”, mas essa expressão só tem fundamento pois muitas fotografias eram armazenadas de maneira inapropriada, e acabavam adquirindo a tonalidade sépia pelo contato com colas a base de PVC, sendo que isto normalmente gera uma cópia manchada, e até mesmo a emulsão se descolando de sua base. O processo de viragem sépia também foi mais popular nas primeiras décadas do século XX.
Tirar fotos de pessoas em estúdios fotográficos tornou se mais comum no início do século XX: casamentos, batizados ou simplesmente recordação. As fotos em preto e branco ganhavam novos aspectos quando eram pintadas à mão.
A cor sépia obtida não é a mesma do processo fotoquímico, que provém de outra substância bem diferente da orgânica. Ela tem base em uma mistura de químicos, sendo um dos principais o enxofre.
Atualmente, alguns programas informáticos como o Photoshop transformam uma foto comum em sépia em minutos. Bem diferente do método convencional de revelação, onde é necessário se fazer a revelação primeiramente em preto e branco para depois passar pelo processo de viragem em sépia.

## Processo de viragem em sépia
Há vários processos de viragem, mas este se diferencia pela presença do elemento enxofre em forma de sulfeto (também conhecido pelo odor de "ovo podre"), que confere às fotos tons sépia, marrons profundos e vermelhos amarronzados, dependendo do tamanho dos cristais de prata. A viragem em sépia é um processo de colorização em que a cópia ou o filme fotográfico (embora este último não seja muito utilizado) já revelado sofre uma reação química onde a prata retorna ao seu estágio de halogênio solúvel, numa primeira etapa (banho), e fica sensível a modificações, que de fato ocorrem numa segunda etapa (banho).
A viragem é feita comumente em dois banhos, sendo o primeiro conhecido como um branqueador, responsável pela solubilização da prata, e outro tonalizador, que completa a ligação química, transformando por fim a molécula de prata em sulfeto de prata, muito mais estável as intempéries do tempo, e que confere tal tonalidade. O papel fotográfico não pode conter nenhuma marca de sujeira ou impressões digitais.
O processo se inicia colocando a cópia em uma bandeja com água por um período de 2 a 5 minutos, para permitir uma tonalização homogênea na foto final. Após, a cópia deve ser colocada na bandeja que contém a solução branqueadora. Deve se agitar levemente a bandeja durante cerca de 4 minutos, ou até que a imagem fique bastante clara e tendendo ao amarelo/marrom. Depois, a cópia deve ser lavada em água corrente por 5 minutos (resinados) e por 10 minutos (fibra), para se retirar por completo o agente branqueador. Feito isto, escorra a água em excesso e coloque a cópia na solução tonificadora. Agite levemente a bandeja sem parar, até que a cópia esteja completamente tonificada, o que levará até 3 minutos.
Terminado o processo, a cópia deve ser lavada em água corrente por 10 minutos (resinado) e 30 minutos (fibra). Em seguida, deixe-a secar naturalmente.